# Altrivalvina magnifica
Altrivalvina magnifica là một loài bướm đêm trong họ Geometridae.